# Ukraina i Eurovision Song Contest 2013
Ukraina kommer att delta i Eurovision Song Contest 2013 i Malmö i Sverige. De kommer att representeras av Zlata Ohnevytj med låten "Gravity".

## Uttagning

### Tillvägagångssätt
Den 24 september 2012 meddelade NTU att de mest troligtvis skulle delta i tävlingen år 2013. Den 2 oktober bekräftade man sitt deltagande genom att öppna upp för inskickning av potentiella bidrag till en nationell uttagning.
En final planerades först att hållas den 16 februari 2013, men den 16 november meddelade NTU att planerna hade ändrats. Finalen flyttades istället till den 23 december 2012 och man meddelade även att auditions skulle hållas dagen innan, den 22 december. Dessa kom dock senare att flyttas till den 21 december.

### Bidrag
Innan finaldatumet flyttades var det meningen att bidrag skulle kunna skickas in fram till den 22 december, ett datum som ändrades till den 21 december. fram till 15:00 lokal tid kunde bidrag skickas in och efter det hölls audtions. Totalt 52 bidrag skickades in, varav fjorton under de två sista dygnen. Artisterna framförde sin låt live inför en jury bestående av 21 personer som alla är involverade i den ukrainska musikindustrin. Bland de som deltog i auditions hade Vitalij Galaj, GODO och Lena Kornejeva tidigare deltagit i Ukrainas nationella uttagning till ESC, dock gick ingen av dem vidare. Juryn valde 20 av bidragen till den nationella finalen. Namnen på de utvalda avslöjades senare samma dag. Av dessa var 16 solosångare och 4 var musikgrupper.

### Finalen
Finalen hölls i huvudstaden Kiev med start 11:50 lokal tid och var därmed en av få länders uttagningar som inte skedde på kvällen. Den sändes på Persjyj Natsionalnyj Kanal och på webben. Värdar för programmet var Timur Myrosjnytjenko, Tetjana Vozjeva och Tetjana Gontjarova.
Oksana Pekun och Maksim Novytskyj som framförde den första låten drog sig ur tävlingen efter sitt framträdande och var därmed inte ett alternativ under omröstningen. Alla bidrag framfördes på antingen engelska, ukrainska eller ryska. Under pausunderhållningen uppträdde Tetjana Vozjeva, Shanis, Matias, Pavlo Sokolova och Oleh Vynnyk.
Vinnaren utsågs med hjälp av både jury och telefonröstning. Juryn bestod av Jegor Benkendorf, Walid Arfush, Olena Mozgova, Jurij Rybtjunskyj och Olga Navrotska. Vinnare blev Zlata Ohnevytj med låten "Gravity" som var både juryns och TV-tittarnas favorit.

#### Resultat
| Pos. | Artist                          | Sång                           | Jury | Tele | Poäng | Plats |
| ---- | ------------------------------- | ------------------------------ | ---- | ---- | ----- | ----- |
| 1    | Oksana Pekun ve Maxim Novytskyj | "Zeleniy Dubochok"             | X    | X    | X     | X     |
| 2    | Mary Jaremtjuk                  | "Imagine"                      | 16   | 14   | 30    | 5     |
| 3    | Marietta                        | "Wonder"                       | 9    | 5    | 14    | 15    |
| 4    | Dmytro Jaremtjuk                | "Mamo"                         | 11   | 17   | 28    | 7     |
| 5    | Inesh                           | "Delayu Shag"                  | 10   | 8    | 18    | 13    |
| 6    | Zlata Ohnevytj                  | "Gravity"                      | 20   | 20   | 40    | 1     |
| 7    | Duet Emotion                    | "Saviour"                      | 15   | 10   | 25    | 10    |
| 8    | Gvozdivtjanka                   | "Naleteli Gusenyata"           | 11   | 11   | 22    | 12    |
| 9    | RealIvanna                      | "You Gave Me Everything"       | 14   | 13   | 27    | 8     |
| 10   | Tetjana Sjyrko                  | "Feeling Like A Sir"           | 17   | 15   | 32    | 4     |
| 11   | Triniti                         | "Belym Po Belomu"              | 8    | 6    | 14    | 15    |
| 12   | Ana Stesia                      | "Dare To Change"               | 9    | 7    | 16    | 14    |
| 13   | Alina Hrosu                     | "Let Go"                       | 13   | 16   | 29    | 6     |
| 14   | Dasja Medova                    | "Don't Want To Be Alone"       | 19   | 18   | 37    | 2     |
| 15   | Olena Korneva                   | "You'll Be The Winner Forever" | 13   | 12   | 25    | 10    |
| 16   | Angelia                         | "Love Is Life"                 | 8    | 4    | 12    | 18    |
| 17   | Eduard Romanjuta                | "Get Real With My Heart"       | 14   | 19   | 33    | 3     |
| 18   | Matvij Vermijenko               | "Otkyvay Menya"                | 7    | 3    | 10    | 19    |
| 19   | DiO.filmy                       | "Medlyak"                      | 18   | 9    | 27    | 8     |
| 20   | Dmytro Skalozubov               | "Davno"                        | 12   | 2    | 14    | 15    |

## Vid Eurovision
Ukraina har lottats till att framföra sitt bidrag i den första halvan av den första semifinalen den 14 maj 2013 i Malmö Arena.